# Ligne Siam-Birmanie
La ligne Siam-Birmanie, aussi appelée « chemin de fer de la mort », est une ligne de chemin de fer de 414,2 kilomètres de longueur entre Bangkok et Rangoun, construite pendant la Seconde Guerre mondiale pour l'armée impériale japonaise par des prisonniers de guerre alliés et des dizaines de milliers de travailleurs forcés réduits en esclavage. Elle devait faciliter la logistique de l'armée impériale dans le projet d'invasion de l'Inde. C'est sur son tracé que le pont sur la rivière Kwaï a été construit à Kanchanaburi, afin de franchir la Kwaï Yai.

## Histoire
Environ 180 000 civils autochtones et 60 000 prisonniers de guerre alliés ont été forcés de travailler à la construction du chemin de fer (selon un article du journal Libération en 1995 , plus de 300 000 civils autochtones et 30 000 prisonniers de guerre). De ce nombre, environ 90 000 civils asiatiques et 16 000 prisonniers de guerre sont morts lors des travaux. Parmi les prisonniers de guerre morts, on compte 6 318 Britanniques, 2 815 Australiens, 2 490 Néerlandais, 356 Américains et un plus petit nombre de Canadiens et de Néo-Zélandais.

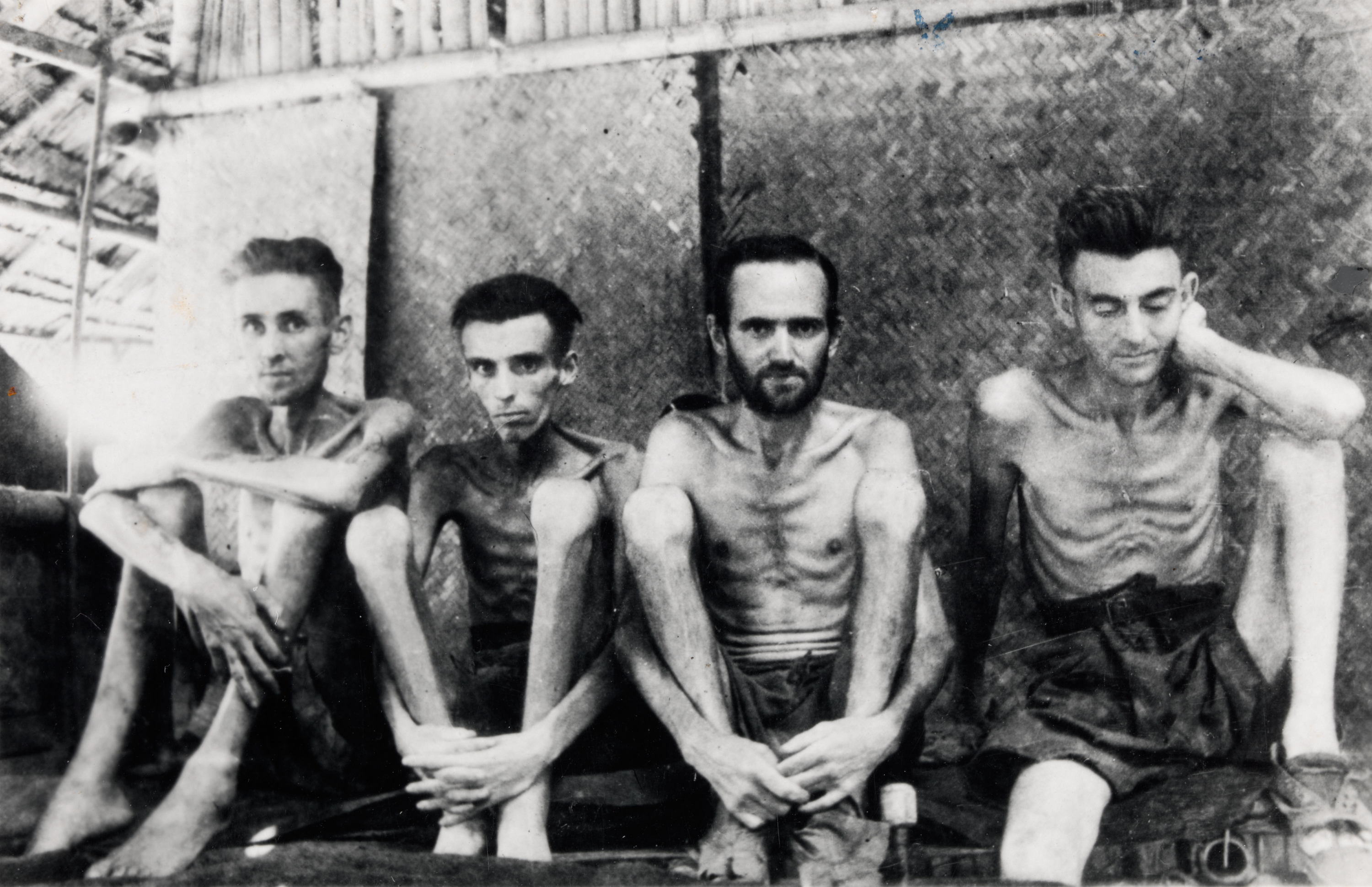
Prisonniers de guerre australiens et néerlandais souffrant de béribéri

La construction débute le 16 septembre 1942 et dure un an et demi alors que l’estimation initialement prévue par les ingénieurs japonais était de trois ans. Elle se fit par les deux extrémités à la fois : du côte thaïlandais vers la Birmanie à l'Ouest, en terrain plat jusqu’à la Kwaï Yai, et du côté birman, vers l'Est.
La jonction eut lieu à environ 37 kilomètres au sud de la frontière entre la Birmanie et la Thaïlande.
La ligne, tracée hâtivement et construite dans des conditions précaires ne fonctionna jamais à la capacité prévue . En 1943 le sous-marin américain USS Sealion torpilla un navire de transport japonais chargé de prisonniers alliés et en recueillit quelques-uns, qui permirent aux militaires anglo-américains de connaître le détail du tracé (souvent masqué par le couvert végétal) et de bombarder cette infrastructure fragile.

## Tracé

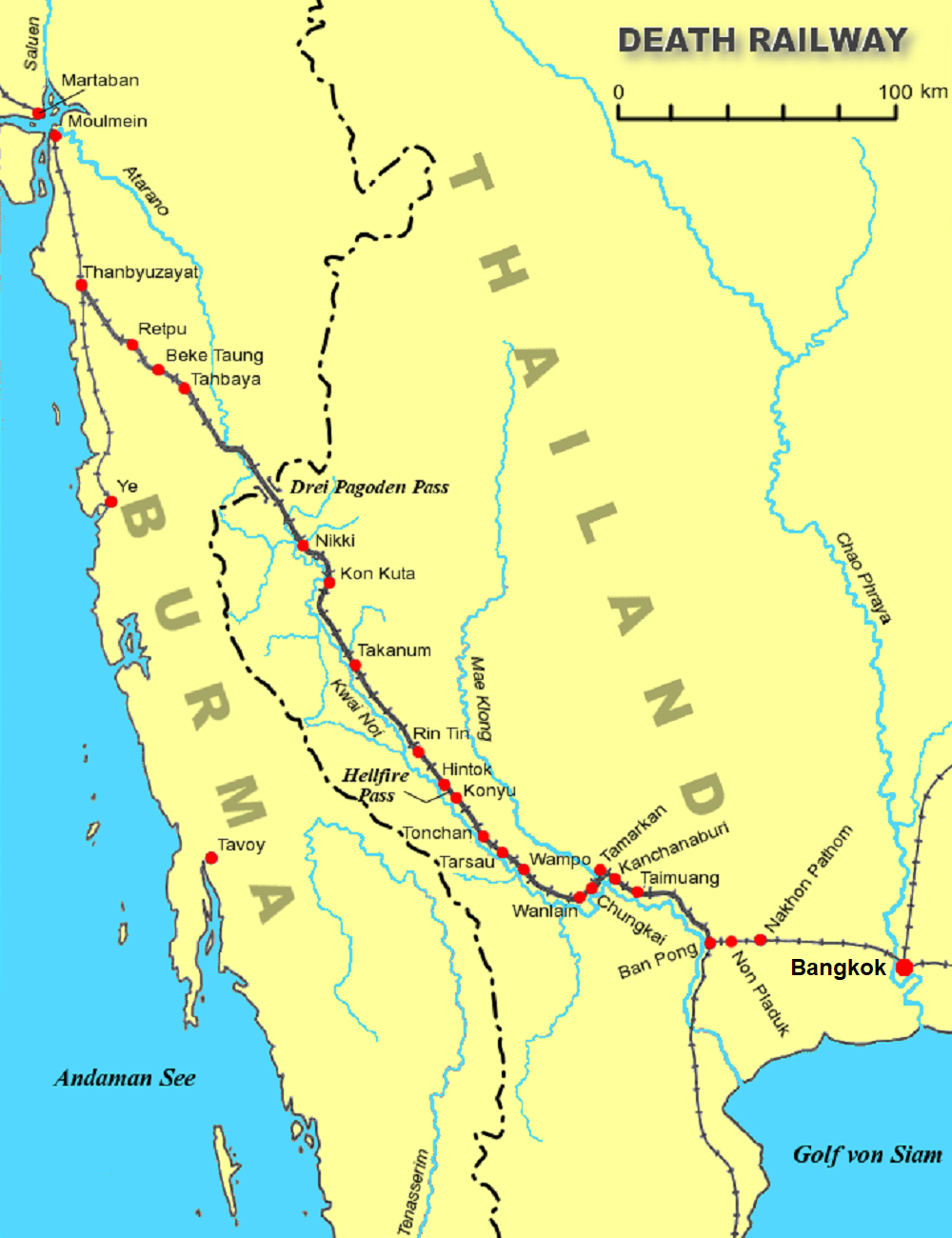
Carte de la ligne Siam-Birmanie

Depuis Bangkok, la voie ferrée rejoint le cours du Mae Klong, la remonte sur sa rive orientale jusqu'au confluent de la Kwaï Noi et de la Kwaï Yai, franchit celle-ci au nord de Kanchanaburi par le fameux pont sur la rivière Kwaï, puis remonte la Kwaï Noi vers le nord-ouest, franchit la frontière entre la Birmanie et la Thaïlande par le col des Trois Pagodes (altitude 282 mètres) puis rejoint la voie ferrée entre Ye et Moulmein, dans l'actuel État Môn.
Originellement , la ligne du Chemin de fer de  Birmanie était longue de 415 Kilomètres, mais vu son inutilité économique et les destructions de guerre, seuls 130 Km côté Thaïlandais ( tronçon Bangkok - Nam Tok ) et quelques kilomètres côté Birmanie sont encore en service , pour la desserte locale et à titre d'attraction touristique (Cf schéma ci-contre) tronçons désaffectés (repris par la jungle) en rose et tronçons actifs en rouge

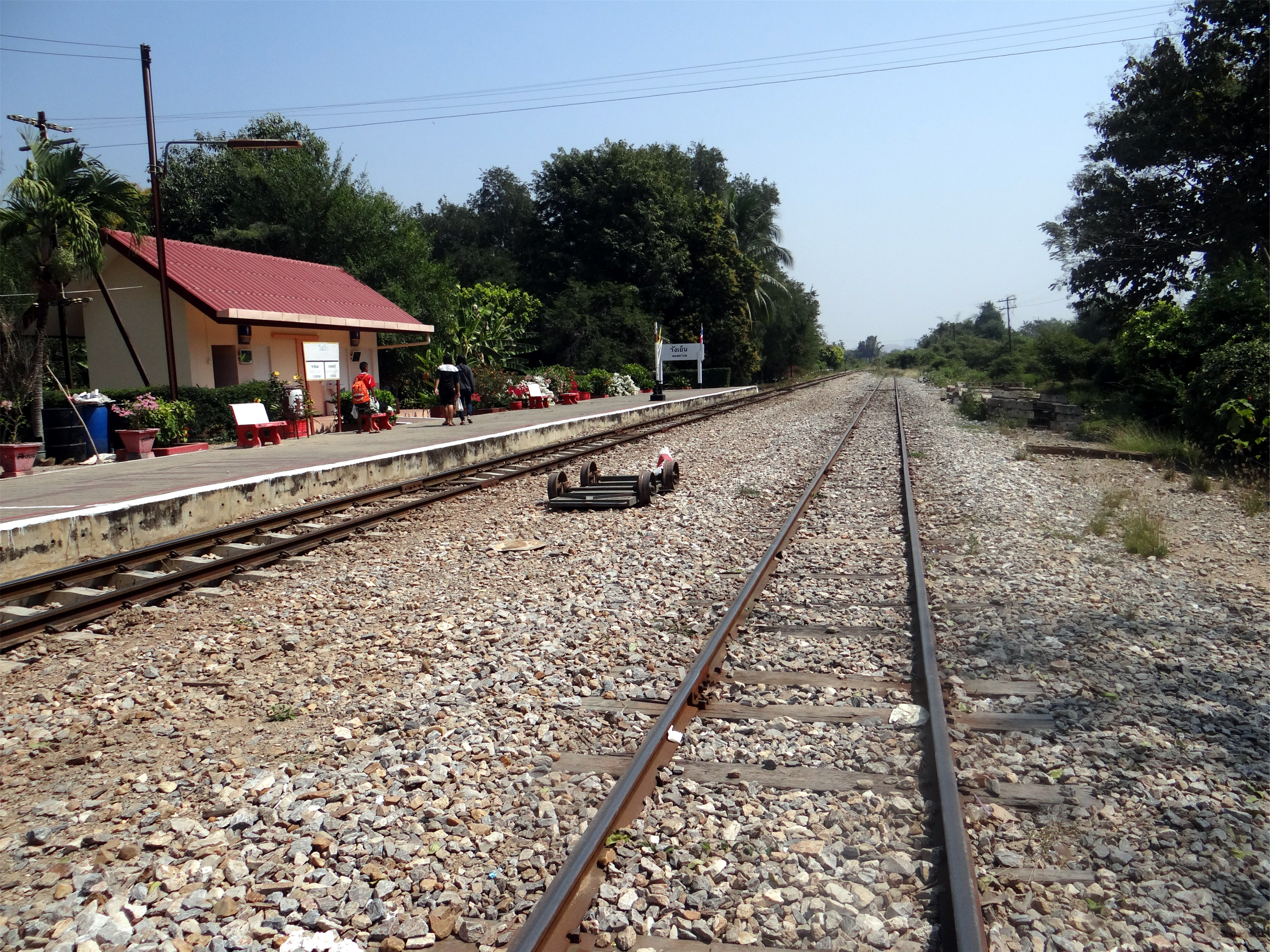
Gare de Wangyen
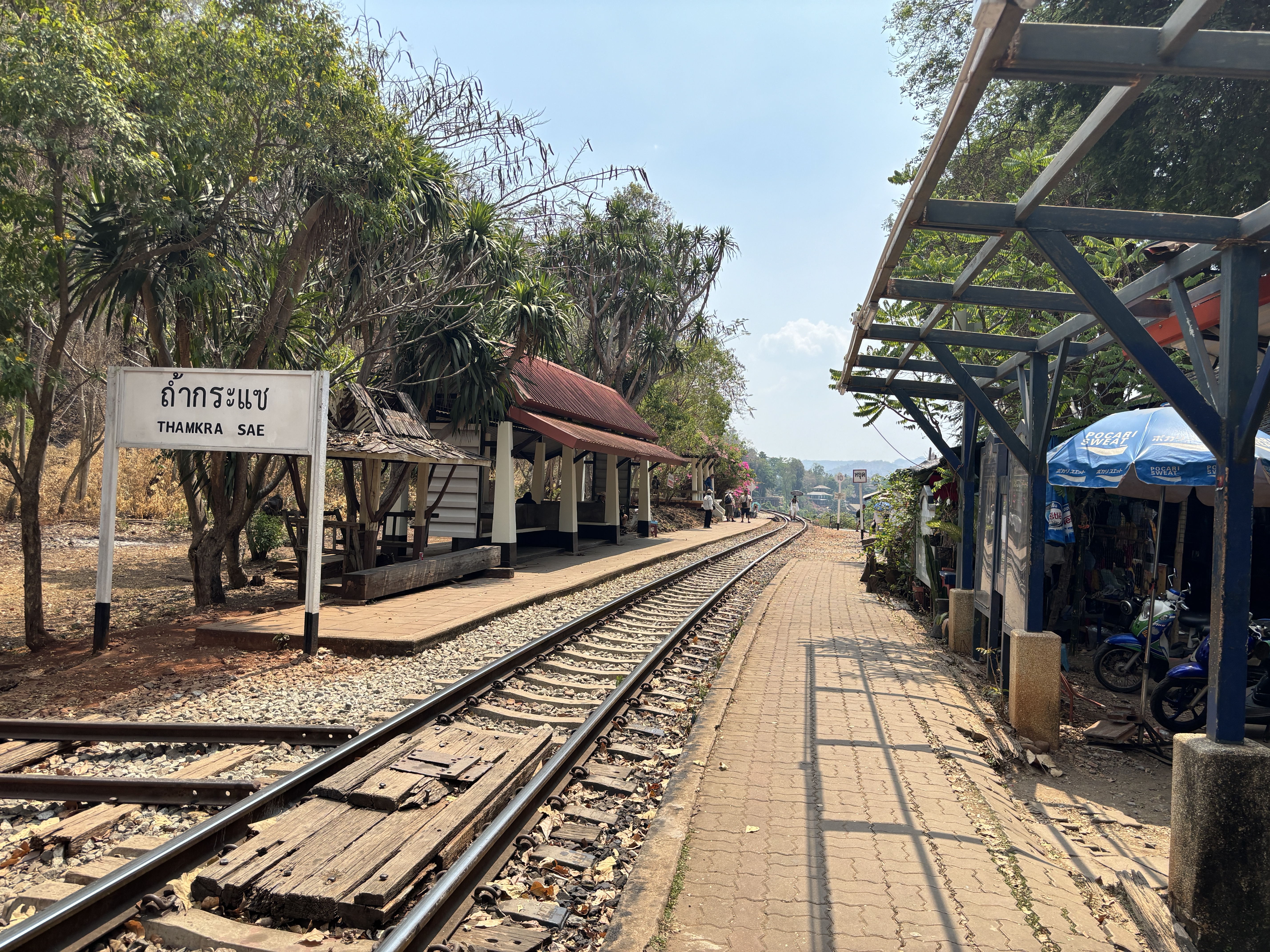
Gare de Tham Krasae
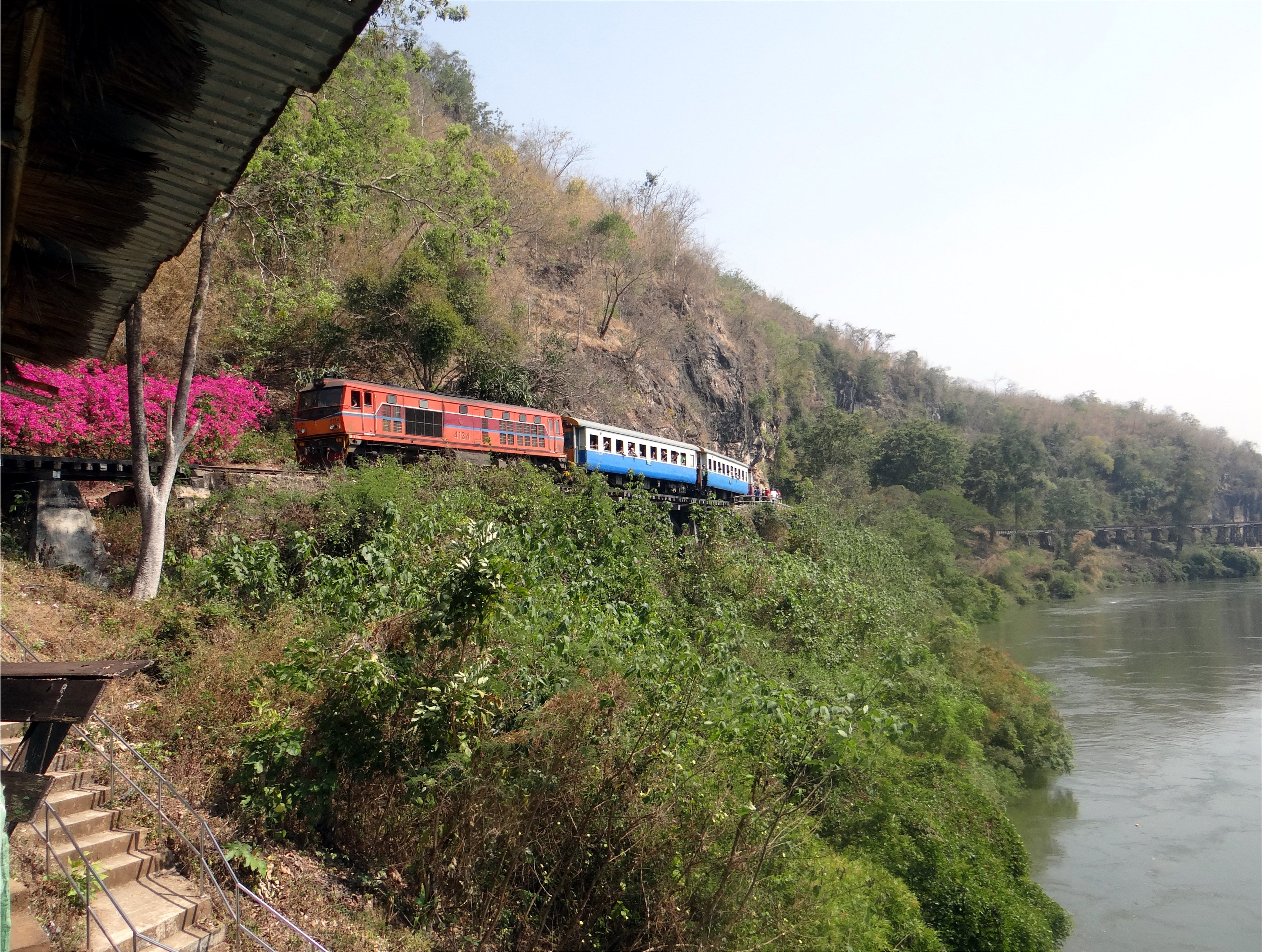
Entrée du train en gare de Tham Krasae